# Říjnový manifest

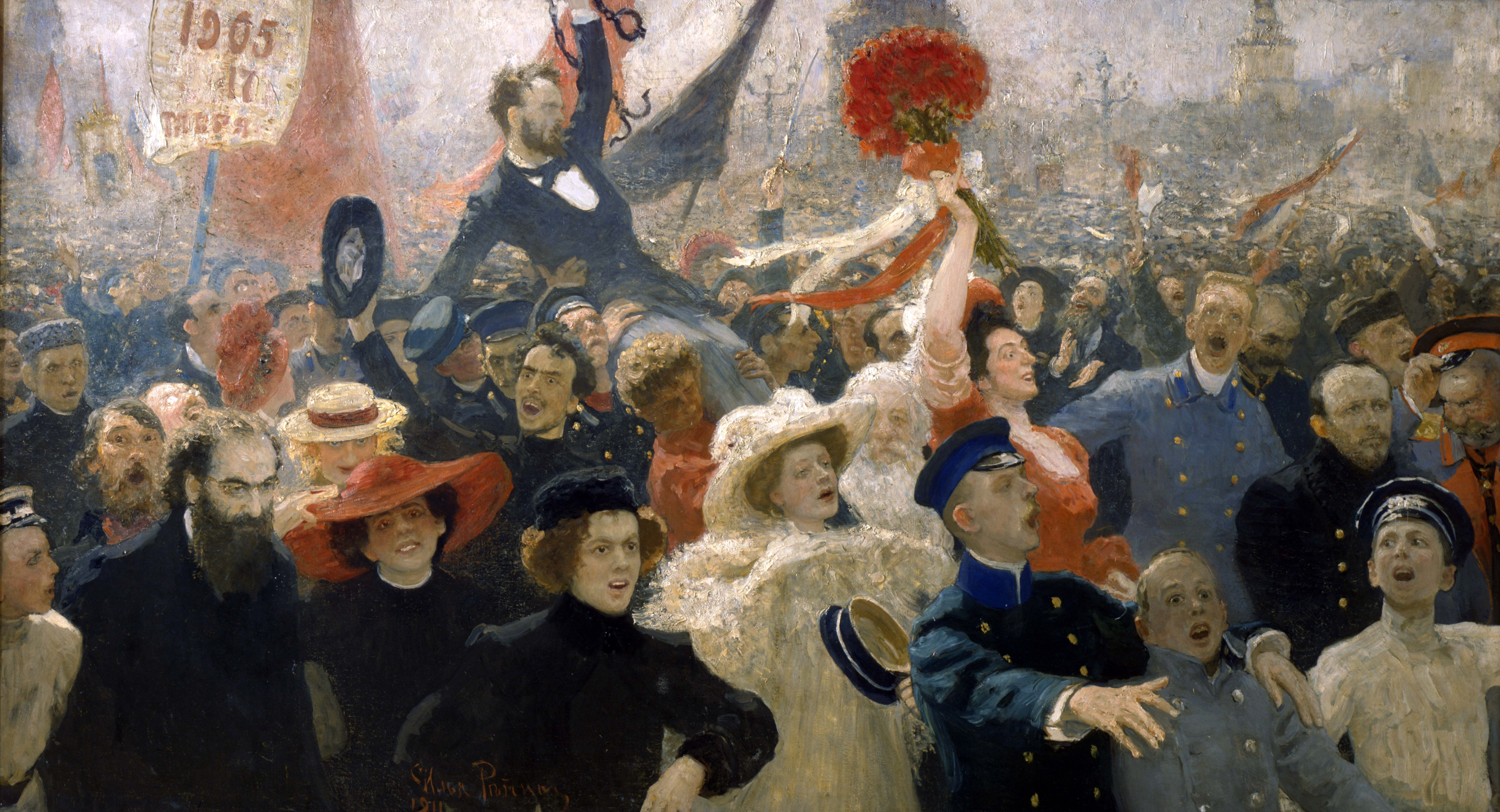
Demonstrace 17. října 1905 (Ilja Repin)

Říjnový manifest (rusky: Октябрьский Манифест или Манифест 17 октября) je fakticky první ruská ústava vydaná carem Mikulášem II. 17. října 1905 (dle Gregoriánského kalendáře 30. října), pod tlakem revolučního vzplanutí a generální stávky.
Celý název zněl Manifest o zdokonalení státního zřízení (Манифест об усовершенствовании государственного порядка). Sliboval záruky základních občanských svobod (osobnosti, vyznání, slova, shromažďování, spolčování) a zajišťoval rozšíření volebního práva do Státní dumy, bez jejíhož souhlasu neměl nadále vstoupit žádný zákon v platnost. Tímto aktem přestal být ruský car neomezeným vládcem, přesto to neznamenalo úplné oslabení jeho moci. I do budoucna jmenoval vládu, která byla odpovědná jen jemu. Většina liberálů však tento manifest přivítala jako podklad pro další omezení moci panovníka. Část revolucionářů nebyla přesto uspokojena a pokračovala dál v protestech vůči carismu, jež vyvrcholily pouličními boji v Moskvě během prosince 1905.